# 2006年の道路
2006年の道路（2006ねんのどうろ）とは、2006年（平成18年）に起こった道路関係の出来事をまとめたページである。
2005年の道路 - 2006年の道路 - 2007年の道路

## 出来事の一覧

### 1月
- 25日
  - （開通）  大邱-釜山高速道路 大東JCT - 東大邱JCT (82.0 km) （韓国）

### 2月
- 4日
  - （開通）  伊那木曽連絡道路 権兵衛峠道路 塩尻市大字奈良井 - 伊那市西箕輪字与地 (7.6 km)
- 18日
  - （開通）  九州中央自動車道 北方延岡道路 舞野仮出入口（現・舞野IC） - 延岡JCT (2.1 km)
- 26日
  - （開通）  東九州自動車道 北九州JCT - 苅田北九州空港IC (8.2 km)
  - （ランプ供用）  九州自動車道 小倉東IC（北九州都市高速1号線直結ランプ）

### 3月
- （着工）  重慶市で朝天門長江大橋着工[1]。
- 4日
  - （IC供用）  北九州都市高速4号線 金剛入口
- 5日
  - （開通）  新北九州空港道路 新北九州空港（現・北九州空港） - 苅田北九州空港IC (8.0 km)
- 11日
  - （開通）  紀勢自動車道 勢和多気JCT - 大宮大台IC (13.4 km)
- 12日
  - （開通）  帯広広尾自動車道 川西中札内道路 帯広川西IC - 幸福IC (13.0 km)
- 19日
  - （開通）  日高自動車道 厚真門別道路 鵡川IC - 日高富川IC (11.8 km)
- 24日
  - （IC供用）  高松自動車道 三豊鳥坂IC
- 25日
  - （開通）  銚子連絡道路 松尾横芝IC - 横芝光IC (6.1 km)
  - （開通）  東広島廿日市道路 東広島バイパス 中野IC - 海田東IC (2.7 km)
- 26日
  - （開通）  福岡都市高速5号線 野多目出入口 - 堤出入口 (4.4 km)
- 27日
  - （拡幅）  松山自動車道 大洲道路 大洲南IC - 大洲北IC (5.0 km) (2車線→4車線)
- 31日
  - （無料開放）  東予有料道路 全線 (3.5 km)
  - （無料開放）  西海有料道路 全線 (7.2 km)
  - （路線廃止）  鹿児島県道295号吹上浜停車場線、鹿児島県道531号東串良停車場線、鹿児島県道536号鹿屋港古江停車場線、鹿児島県道547号吾平停車場線、鹿児島県道604号和光浦上線[2]

### 4月
- 1日
  - （無料開放）  山陰自動車道 米子道路 淀江大山IC - 米子東IC (5.0 km)
  - （無料開放）  青森中央大橋 全線 (1.0 km)
  - （無料開放）  水島玉島産業有料道路 全線 (8.3 km)
  - （無料開放）  岡南大橋有料道路 全線 (0.9 km)
  - （無料開放）  下関市火の山パークウェイ 全線
  - （無料開放）  松浦有料道路 全線 (1.5 km)
- 15日
  - （開通）  金沢外環状道路 金沢東部環状道路 金沢森本IC - 東長江IC (3.6 km)
  - （開通）  京奈和自動車道 大和御所道路 郡山南IC - 橿原北IC (7.8 km)
- 18日
  - （開通）  若草大橋有料道路 全線 (1.7 km)
- 20日
  - （BS供用）  関越自動車道 川越的場BS
- 22日
  - （開通）  京奈和自動車道 五條道路 五條北IC - 五條IC (4.5 km)
- 24日
  - （開通）  西瀬戸自動車道 大島道路 大島北IC - 大島南IC (6.3 km)
- 27日
  - （開通）  京奈和自動車道 橋本道路 橋本IC - 高野口IC (5.6 km)
  - （無料開放）  筑波スカイライン 全線
- 29日
  - （開通）  西瀬戸自動車道 生口島道路 生口島北IC - 生口島南IC (6.5 km)

### 6月
- 10日
  - （開通）  能越自動車道 穴水道路 穴水IC - 能登空港IC (6.2 km)
- 17日
  - （開通）  京奈和自動車道 五條道路 五條IC - 奈良・和歌山県境 (3.4 km)
  - （開通）  京奈和自動車道 橋本道路 奈良・和歌山県境 - 橋本東IC (0.8 km)

### 7月
- 1日
  - （無料開放）  パールロード（第2期） 志摩市磯部町的矢 - 志摩市阿児町鵜方 (5.5 km)
  - （開通）  ソウル外郭循環高速道路 退渓院IC - 議政府IC (10.5 km) （韓国）
  - （開通）  ソウル外郭循環高速道路 松楸IC - 一山IC (18.3 Km) （韓国）
- 22日
  - （開通）  国道483号 北近畿豊岡自動車道 春日和田山道路 氷上IC - 遠阪トンネル有料道路 (17.5 km)
  - （開通）  国道483号 北近畿豊岡自動車道 春日和田山道路 遠阪トンネル有料道路 - 和田山IC/JCT (7.3 km)
- 29日
  - （開通）  秋田自動車道 琴丘能代道路 能代南IC - 能代東IC (6.7 km)
- 31日
  - （開通）  本荘大曲道路 大曲西道路 大曲IC - 山根IC (1.8 km)

### 8月
- 4日
  - （開通）  首都高速埼玉新都心線 新都心出入口 - さいたま見沼出入口 (3.5 km)
- 5日
  - （開通）  東北中央自動車道 湯沢横手道路 須川IC - 三関IC (5.5 km)
- 11日
  - （ランプ供用）  山陰自動車道 米子道路 米子JCT（浜田自動車道 大阪・岡山方面 ⇒ 山陰自動車道 米子市街・松江方面、Cランプ）

### 9月
- 26日
  - （無料開放）  霧降高原有料道路 全線

### 10月
- 1日
  - （IC供用）  東北自動車道 福島松川スマートIC
  - （IC供用）  東北自動車道 長者原スマートIC
  - （IC供用）  山形自動車道 寒河江スマートIC
  - （IC供用）  常磐自動車道 友部スマートIC
  - （IC供用）  北陸自動車道 徳光スマートIC
  - （IC供用）  北陸自動車道 入善スマートIC
  - （IC供用）  北陸自動車道 黒埼スマートIC
  - （IC供用）  関越自動車道 三芳スマートIC
  - （IC供用）  関越自動車道 駒寄スマートIC
  - （IC供用）  関越自動車道 大和スマートIC
  - （IC供用）  上信越自動車道 小布施スマートIC
  - （IC供用）  上信越自動車道 新井スマートIC
  - （IC供用）  長野自動車道 姨捨スマートIC
  - （IC供用）  中央自動車道 双葉スマートIC
  - （IC供用）  中国自動車道 大佐スマートIC
  - （IC供用）  中国自動車道 加計スマートIC
  - （IC供用）  徳島自動車道 吉野川スマートIC
  - （IC供用）  九州自動車道 須恵スマートIC
- 13日
  - （開通）  本荘大曲道路 大曲西道路 飯田IC - 和合IC (1.7 km)
- 16日
  - （開通）  広島都市高速1号線 広島東IC - 馬木出入口 (2.3 km)

### 11月
- 8日
  - （拡幅）  京釜高速道路 慶州IC - 東大邱JCT (54.0 km) (4車線→6-8車線) （韓国）
- 15日
  - （IC供用）  益山-浦項高速道路 八公山IC （韓国・大邱市）
- 18日
  - （開通）  道央自動車道 八雲IC - 国縫IC (21.7 km)
- 19日
  - （開通）  国道450号 旭川紋別自動車道 愛別上川道路 愛山上川IC - 上川層雲峡IC (7.4 km)
  - （開通）  国道450号 旭川紋別自動車道 上川上越道路 上川層雲峡IC - 上川天幕出入口 (8.0 km)
  - （開通）  東北中央自動車道 尾花沢新庄道路 野黒沢IC - 川原子IC (6.1 km)
- 22日
  - （拡幅）  磐越自動車道 小野IC - 阿武隈高原SA (4.8 km) (2車線→4車線)
- 25日
  - （開通）  道央自動車道 名寄バイパス 智恵文南入口 - 智恵文IC (4.2 km)
  - （開通）  山陰自動車道 宍道JCT - 斐川IC (4.6 km)
- 26日
  - （開通）  深川留萌自動車道 沼田幌糠道路 北竜ひまわりIC - 留萌幌糠IC (8.9 km)

### 12月
- 4日
  - （拡幅）  88オリンピック高速道路 城山IC - 玉浦JCT (12.0 km) (2車線→6車線) （韓国）
- 7日
  - （開通）  高敞-潭陽高速道路 長城JCT - 大徳JCT (27.3 km) （韓国）
  - （拡幅）  88オリンピック高速道路 古西JCT - 潭陽IC (17.0 km) (2車線→4-6車線) （韓国・全羅南道）
- 13日
  - （拡幅）  京釜高速道路 亀尾IC - 永同IC (47.2 km) (4車線→6車線) （韓国）
- 16日
  - （開通）  中部横断自動車道 増穂IC - 南アルプスIC (6.2 km)
- 20日
  - （開通）  西関東連絡道路 甲府山梨道路 下岩下ランプ - 万力ランプ (3.0 km)